# Ланнерс, Були
Филипп «Були» Ланнерс (фр. Bouli Lanners; род. 20 мая 1965, Мореснет-Шапель, Бельгия) — бельгийский актёр, кинорежиссёр и сценарист.

## Биография
Филипп Ланнерс родился 20 мая 1965 года в бельгийском городке Мореснет-Шапель. С детских лет Були интересовался живописью, неоднократно посещал и участвовал в выставках картин, также у него был интерес к кинематографу. В подростковом возрасте он работал на бельгийском телевидении и время от времени снимался в эпизодических ролях комедийного сериала «Snuls», после чего Були начал свою актерскую карьеру в Бельгии и Франции.
Первую серьезную кинороль Були Ланнерс получил, сыграв в фильме «Тото-герой», которая вышла в прокат в 1991 году. Лучшие фильмы с участием Були Ланнерса «Долгая помолвка» (2004), где актер сыграл военнопленного французского солдата во время Первой мировой войны, «Я всегда хотел быть гангстером» (2007), «Таможня даёт добро» (2010) «Ржавчина и кость» 2012 года. Актер также снялся во всемирно известном комедийном цикле историй о приключениях героев Астерикса и Обеликса. В общем Були Ланнерс снялся в более чем 70-ти фильмах.
В 1999 году Ланнерс написал сценарий и снял свой первый фильм — черно-белую короткометражку «Travellinckx». Через два года Були представил еще один короткометражный фильм под названием «Muno», который получил положительные отзывы критиков и ряд фестивальных кинонаград. Его первый полнометражный фильм «Ультранова» (2005) получил Приз Международной конфедерации художественного кино (CICAE) в рамках программы Панорама 55-го Берлинского кинофестиваля. Следующая работа под названием «Эльдорадо» добавила автору еще большую популярность, когда получила три награды Каннского кинофестиваля, включая Приз ФИПРЕССИ, а в 2009 году фильм был номинирован на французский кинопремию «Сезар» как лучший иностранный фильм года. Режиссерская работа Були Ланнерса 2011 года фильм «Гиганты», получила две премии 64-го Каннского кинофестиваля и две награды бельгийской национальной кинопремии «Магритт» за лучший фильм и лучшую режиссерскую работу.
В 2016 году вышла лента Ланнерса «Первый, последний», который был отобран для участия в программе Панорама 68-го Берлинского международного кинофестиваля.
Були Ланнерс живет в городе Льеж с женой Элиз Ансен, сценаристкой и художником по костюмам.

## Избранная фильмография
| Год  | Название                      | Оригинальное название                       | Роль                        |
| ---- | ----------------------------- | ------------------------------------------- | --------------------------- |
| 1991 | Тото-герой                    | Toto le héros                               | гангстер                    |
| 1997 | Арлетт                        | Arlette                                     | Эмиль                       |
| 1999 | Фламандский пёс               | A Dog of Flanders                           | констебль                   |
| 2000 | Лумумба                       | Lumumba                                     | тюремный охранник           |
| 2004 | Долгая помолвка               | Un long dimanche de fiançailles             | капрал Шардоло              |
| 2008 | Астерикс на Олимпийских играх | Astérix aux Jeux Olympiques                 | Салагас                     |
| 2010 | Последний Мамонт Франции      | Mammuth                                     | вербовщик                   |
| 2010 | Таможня даёт добро            | Rien à déclarer                             | Бруно Ванюксем              |
| 2012 | Ржавчина и кость              | De rouille et d'os                          | Мартиаль                    |
| 2012 | Астерикс и Обеликс в Британии | Astérix et Obélix: Au Service de Sa Majesté | Олаф Гроссебаф              |
| 2013 | 11.6                          | 11.6                                        | Арно                        |
| 2013 | Тур де Шанс                   | La grande boucle                            | Реми Плитикс                |
| 2013 | 9 месяцев строгого режима     | 9 mois ferme                                | полицейский видеонаблюдения |
| 2014 | Каникулы маленького Николя    | Les vacances du petit Nicolas               | месье Берник                |
| 2014 | Все кошки серы                | Tous les chats sont gris                    | Поль                        |
| 2015 | Я умер, но у меня друзья      | Je suis mort mais j'ai des amis             | Ян                          |
| 2016 | Первый, последний             | Les Premiers, les Derniers                  | Жилу                        |
| 2016 | Сырое                         | Grave                                       | дальнобойщик                |
| 2016 | Лечить живых                  | Réparer les vivants                         | доктор Пьер Револь          |
| 2017 | Мелкий фермер                 | Petit Paysan                                | Жами                        |
| 2017 | Убийцы                        | Tueurs                                      | Дэнни Буви                  |
| 2020 | Удалить историю               | Effacer l'historique                        | хакер под ником «Бог»       |
| 2020 | Счастливо оставаться          | Adieu les cons                              | доктор Сюз                  |
| 2022 | Таинственное убийство         | La Nuit du 12                               | Марсо                       |